# 阿特里兹
阿特里兹（法語：Hatrize，法語發音：[atʁiz]）是法国默尔特-摩泽尔省的一个市镇，位于该省中北部，属于布里埃区。

## 地理
阿特里兹（49°11'31"N, 5°54'28"E）面积7.4 平方千米，位于法国大東部大區默尔特-摩泽尔省，该省份为法国东北部内陆省份，是洛林的一部分，北邻比利时、卢森堡，北起顺时针与摩泽尔省、下莱茵省、孚日省和默兹省接壤。
与阿特里兹接壤的市镇（或旧市镇、城区）包括：莱巴罗什、阿贝维尔莱孔夫朗、日罗蒙、拉布里、穆瓦讷维尔、瓦勒鲁瓦。

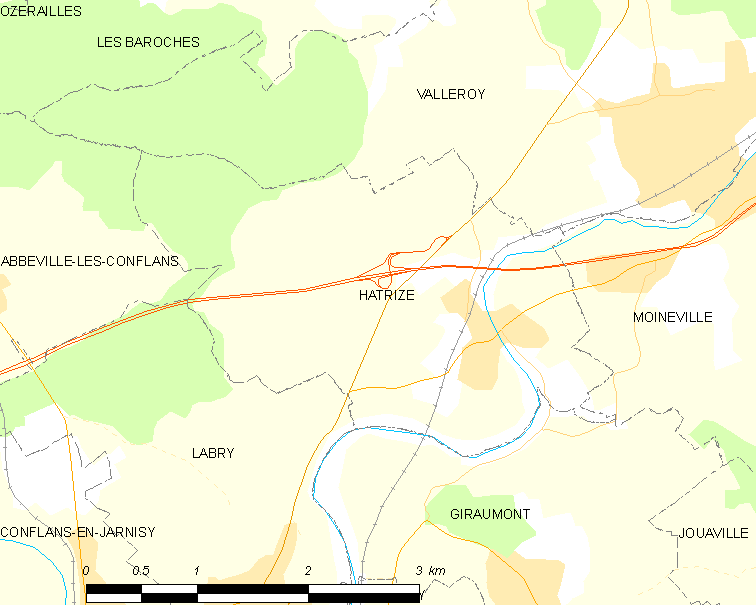
阿特里兹的OSM定位图

阿特里兹的时区为UTC+01:00、UTC+02:00（夏令时）。

## 行政
阿特里兹的邮政编码为54800，INSEE市镇编码为54253。

## 政治
阿特里兹所属的省级选区为雅尼县。

## 人口

1962-2008年间阿特里兹人口变化图示

阿特里兹于2022年1月1日时的人口数量为806人。